# لیبرالیسم جمهوری‌خواهانه
لیبرالیسم جمهوری‌خواهانه یک نظریه روابط بین‌الملل است که ادعا دارد که دولت‌های دارای شکل لیبرال دموکراسی صلح‌طلب‌تر از دیگر انواع دولت‌ها هستند. به نظر آنها سیاست‌خارجی چنین دولت‌هایی بازتاب سیاست داخلی آنهاست که بر مبنای فرهنگ سیاسی داخلی، ارزش‌های اخلاقی مشترک، همکاری اقتصادی و وابستگی متقابل بنا شده است.